# Léua
Léua è una municipalità dell'Angola appartenente alla provincia di Moxico. Ha 30.016 abitanti (stima del 2006).
Il capoluogo è Léua.